# Gosława
Gosława – staropolskie imię żeńskie; forma skrócona takich imion, jak Godzisława, Gorzysława (brak dawnych zapisów tego imienia w pełnej formie rodzaju żeńskiego) lub Gościsława. Możliwe dalsze staropolskie zdrobnienia: Gochna, Goszka, Kochna (=Gochna) . 
Męski odpowiednik: Gosław. 
W źródłach polskich poświadczone od XIII wieku (1265 rok).
Gosława imieniny obchodzi: 18 kwietnia i 1 grudnia.
Znane osoby o imieniu Gosława
- Gosława Biernat - Julia z serialu Biuro kryminalne.